# 佐藤大樹 (ラグビー選手)
佐藤 大樹（さとう だいき、1995年4月15日 - ）は、日本出身のラグビーユニオン選手。2025年現在ジャパンラグビーリーグワンに参戦する浦安D-Rocksに所属している。

## プロフィール
- 山口県出身[1]（山口市生まれ、東京都杉並区育ち[2]）。
- ポジションはロック(LO)。
- 身長 189 cm、体重 104 kg
- オールスターゲームの対抗戦選抜に選ばれたことがある[3]。
- 兄の大朗もラグビー選手[4]（現・NTTドコモレッドハリケーンズ大阪）。

## 来歴
2014年、桐蔭学園高校卒業後、慶應義塾大学に入学する。なお桐蔭学園高校時代、高校日本代表候補に選ばれたことがある。
2017年、慶應義塾體育會蹴球部の主将に就任した。
2018年、慶應義塾大学卒業後、NTTコミュニケーションズシャイニングアークスに加入。
2020年1月12日にジャパンラグビートップリーグ第1節日野レッドドルフィンズ戦に先発出場で公式戦初出場を果たす。
2022年7月、NTT再編に伴う新チーム浦安D-Rocks選手スコッドに選ばれた。
2023年3月、コリアスーパーラグビーリーグの現代グロービスに派遣された。